# Lin Ji
Lin Ji is een Chinees diplomaat. Hij is sinds 2024 ambassadeur in Suriname.
Hij trad aan als vijftiende ambassadeur van China in Suriname toen hij op 4 november 2024 zijn geloofsbrieven overhandigde aan president Chan Santokhi. De ceremonie vond plaats in het Presidentieel Paleis in Paramaribo.
Lin Ji volgde Han Jing op. Bij zijn aantreden werd de goede band besproken tussen China en Suriname. De grote schuld, die is ontstaan tijdens de Bouterse-regering is ontstaan, bleef onbesproken.